# Scars
Scars är ett album av Gary Moore, utgivet 2002.

## Låtlista
1. "When the Sun Goes Down" - 4:19
2. "Rectify" - 4:21
3. "Wasn't Born in Chicago" - 4:35
4. "Stand Up" - 4:11
5. "Just Can't Let You Go" - 7:40
6. "My Baby (She's So Good to Me)" - 3:26
7. "World of Confusion" - 4:22
8. "Ball and Chain" - 12:53
9. "World Keep Turnin' Round" - 4:15
10. "Who Knows (What Tomorrow May Bring)?" - 9:48